# Arnaldo de Sizzo
Arnaldo de Sizzo Noris Thuru Valsassina (Tirol, Italia, 1852 - 10 de junio de 1931) Conde de Sizzo-Noris, Señor de Ravina, Covelo y Ossana, Patricio Trentino, Ingeniero de Caminos, Canales y Puertos, Grandes Cruces de Isabel la Católica, de San Mauricio y San Lázaro, y Legión de Honor. Destacó como ingeniero e industrial del periodo de entre siglos XIX-XX . Hijo del conde Pedro Sizzo Noris y la baronesa Camila Monti di Brescia. El título de conde de Sizzo Noris fue concedido por la emperatriz María Teresa en 1774, pero no fue vuelto a usar hasta que Arnaldo recibió la autorización en 1911. Tras esto pasó a su hijo Álvaro y desde que este falleció está en desuso.

## Ferrocarriles en Asturias
El Conde Sizzo llegó a Asturias (España) en torno a 1888 para llevar a cabo algunos proyectos ferroviarios. Fue concesionario de la construcción del tramo Villabona-Avilés. Fue en 1891 cuando dirigió la ampliación de la línea del ferrocarril del Norte de Soto de Rey a Ciaño-Santa Ana (en Langreo), actual línea de Renfe, a través de la empresa Sizzo-González. El objetivo de esta línea era dar salida al carbón de Langreo hacia la Meseta, ya que hasta entonces sólo tenía salida directa hasta el Puerto de Gijón. Además, serviría para llevar productos de la Fábrica de La Felguera al resto de España sin necesidad de pasar por Gijón. Al no recibir subvención del Estado, se apresuró a ceder los derechos de la línea al Ferrocarril de Norte.  Entre sus proyectos estaba la ampliación de esta línea de Langreo hasta Sahagún de Campos, que nunca se llegaría a construir.

## Compañía de Asturias
En 1894 funda junto a Wenceslao Fernández en La Felguera la Compañía de Asturias, a la que se llegaría a conocer como los Talleres del Conde. La factoría mantenía actividad siderúrgica, talleres mecánicos, etc. aprovechando el agua del río Nalón y las comunicaciones de la línea del Norte. A pesar de su buena reputación y encargos, la compañía fue absorbida poco después por la pujante Duro Felguera en 1902 y mantuvo su actividad hasta finales del siglo XX.
En el recinto Sizzo construyó el único taller español de tubería vertical y una central eléctrica. En estos talleres se fundió la Campanona de Covadonga, de 4 toneladas, subvencionada en parte por el propio Arnaldo de Sizzo y Luís González Herrero, galardonada con el primer premio en la Exposición Universal de París de 1900. Tras esto el Conde de Sizzo la donó al Santuario de Covadonga donde se conserva expuesta. Vivió en La Felguera diez años y más tarde se mudó a Francia tras frustrarse su deseo de dirigir Duro Felguera después de que ésta absorbiera a su compañía. Consiguió el título de conde y no se conocen muchos más datos de su biografía, excepto que se casó con María de la Asunción Fontanals y Pujals  i Pujals, quien ostentó el título de condesa.
Algunas de las instalaciones que restan de su fábrica, conocidas aún como Talleres del Conde, serán convertidas en espacio cultural y empresarial.